# Shimmer Chinodya
Shimmer Chinodya, född 1957 i Gweru, är en zimbabwisk författare.
Chinodya föddes som det andra barnet i en stor familj i Gweru i centrala Zimbabwe. Han studerade på University of Zimbabwe i Harare, där han tog en Bachelor of Arts i engelska 1979, varefter han tog en Master of Arts i creative writing på University of Iowa 1985. Han var gästprofessor i creative writing på St Lawrence University i New York mellan 1995 och 1997.
Chinodya gav ut sin första roman Dew in the Morning 1982, och har sedan dess gett ut ett flertal romaner och noveller. Han vann Commonwealth Writers Prize för Afrika och fick ett hedersomnämnande vid Noma Award for Publishing in Africa för Harvest of Thorns (1991), nominerades till Cainepriset för novellsamlingen Can We Talk (1998) och tilldelades Noma Award för Strife (2006).